# Tadżykfilm
Tadżykfilm (tadż. Тоҷикфилм, Todżikfilm; ros. Таджикфильм) – tadżyckie studio filmowe. Zostało założone w 1930 roku jako studio filmów dokumentalnych, które wydało swój pierwszy film w 1932 roku. W 1941 roku Tadżykfilm połączył się z Sojuzdetfilm i od tego czasu tworzone są filmy fabularne w językach tadżyckim i rosyjskim. Obecnie siedziba studia znajduje się w Duszanbe, stolicy Tadżykistanu.

## Wybrane filmy
- Smert’ rostowszika (Смерть ростовщика) – 1966
- Skazanie o Rustame (Сказание о Рустаме) – 1972
- Rustam i Suhrob (Рустам и Сухроб) – 1972
- Zwezda w nochi (Звезда в ночи) – 1972
- Skazanie o Sijawjsze (Сказание о Сиявуше) – 1976
- Telokranitel (Телохранитель) – 1979
- W talom snege zwon ruchja (В талом снеге звон ручья) – 1983
- Semeinje tainy (Семейные тайны) – 1985
- Goworjaszii rodnik (Говорящий родник) – 1986
- Bratan – 1991